# Karya Maju (Keluang)
Karya Maju is een bestuurslaag in het regentschap Musi Banyuasin van de provincie Zuid-Sumatra, Indonesië. Karya Maju telt 3432 inwoners (volkstelling 2010).